# Stylophora erythraea
Espèce
Stylophora erythraea, également appelé Stylophora erythrea, est une espèce de coraux appartenant à la famille des Pocilloporidae.